# Relevans
Relevans (substantiv, fælleskøn) (en: relevance) er et begreb, der anvendes til at angive om noget er betydningsfuldt eller væsentligt i en given sammenhæng. Relevans er derfor konceptuelt tæt forbundet med vurderinger. Relevans studeres i forskellige discipliner, f.eks. indenfor Biblioteks- og informationsvidenskab, kognitionsvidenskaberne og studeres både pragmatisk og som filosofisk og epistemologisk koncept. 
Det modsatte af relevans er ikke relevant eller irrelevant som betyder at noget er ikke er væsentligt eller betydningsløst i en given sammenhæng.

## Definition
Da relevans er et filosofisk koncept, vil teoretiske forudsætninger have implikationer for, hvordan relevans defineres. En generel måde at anskue relevans på, kan beskrives ved, at noget er relevant, hvis det kan fungere som redskab til at løse et problem. 
Relevans kan også udtrykkes ved følgende formel: "Noget (A) er relevant i forhold til en opgave (T), hvis den forøger sandsynligheden for at opfylde det formål (G), der ligger implicit i T." 

## Relevans i Biblioteks- og Informationsvidenskaben
Relevans er i Biblioteks- og informationsvidenskaben forbundet med vurderinger af information, dokumenter eller andet informativt materiale. Når man taler om hvilke dokumenter, der er relevante i en given situation, er det således deres mulighed for at bidrage til at løse et problem eller dække et informationsbehov, der er kriteriet. At sige at noget er relevant i en given sammenhæng er nært beslægtet med at sige at der er behov for dette, jævnfør informationsbehov. 
Relevans anvendes som et centralt koncept i informationsvidenskabelige forskningsdiscipliner, herunder særligt i system- og brugerevalueringer. Relevansvurderinger indgår ofte som et parameter i evalueringen af søgesystemer, for at undersøge et søgesystems effektivitet  eller for at få større indsigt i, hvordan individer eller grupper finder netop den information, der kan opfylde deres behov. Relevansvurderinger kan, efter den anvendte evalueringsmetode, være udført som ekspertvurderinger eller brugervurderinger. Disse to former for relevansvurderinger repræsenterer hver især forskellige tilgange til systemevaluering. 

## Samfundsrelevans
Viden kan have (mere eller mindre) intern relevans og/eller ekstern relevans i relation til forskersamfundet, hvor begrebet samfundsrelevans er knyttet til den eksterne relevans. Begrebet diskuteres ofte i relation til forskning og uddannelse 
Når en forsker eller studerende søger litteratur eller information til en opgave, så vurderes det søgte i forhold til den foreliggende opgave (mikrorelevans), som andre (eller ophavet selv) så samtidig kan stille spørgsmål om relevansen ved (makrorelevans).

## Relevansens teori-afhængighed
Hvad der er relevant i relation til et givent problem er teori-afhængigt. Hvis man tror på (eller forfølger) den teori, at skizofreni skyldes dårlig kommunikation mellem mor og barn (double-bind communication teorien), så bliver undersøgelser af samspillet i familien relevante. Hvis man derimod tror at skizofreni skyldes genetiske faktorer, så bliver genetiske studier og undersøgelser af forekomst af skizofreni i slægten relevante. 
Hvis man med empiristerne tror på det givne i observationer, så er én type undersøgelser relevante. Hvis man med feministisk erkendelsesteori mener, at forskerens køn gør en forskel, så er en anden type undersøgelser relevante: Forskellige erkendelsesteorier er dybest set generaliserede teorier om hvad slags information, der er relevant. 

## Referenceliste
1. ↑  Hjørland, Birger (2000). Relevance Research: The Missing Perspectives: "Non-relevance" and "Epistemological Relevance". Journal of the American Society for Information Science, 51(2), 209-211.
2. ↑  Hjørland, Birger & Sejer Christensen, F. (2002). Work tasks and socio-cognitive relevance. A specific Example. Journal of the American Society for Information Science and Technology, 53(11), 960-965
3. ↑  Informationsordbogen. http://www.informationsordbogen.dk/concept_comment.php?cid=2254
4. ↑  Gustafsson, B. (1996). Är interessant "onyttig" forskning relevant? Pp. 41-45 IN: Tham, Carl & Bengt Gustafsson (red.): Är svensk forskning samhällsrelevant? Diskussionsindlägg om forskning från ledamöter i regeringens forskningsberedning. Stockholm: Forskningsberedningen, Utbildningsdepartementet. (Forskningsberedningens skrift nr. 1).
5. ↑  Millstone, E. & Crouch, D. (1986). The social relevance of science and technology education. An annotated bibliographic guide. UNESCO. (ED.86/WS.24) Link